# Richard Vuillermoz
Richard Vuillermoz (pron. fr. AFI: [ʁiʃaʁ vyjɛʁmo]) (Aosta, 26 settembre 1986) è un ex fondista italiano.
È fratello del biatleta René-Laurent, a sua volta sciatore nordico di alto livello.

## Biografia
Originario di Sarre, in carriera prese parte a un'edizione dei Mondiali juniores, Kranj 2006 (29º nella 10 km). Gareggiò prevalentemente in Alpen Cup; in Coppa del Mondo disputò una sola gara, il 14 gennaio 2012 a Milano (65º).

## Palmarès

### Campionati italiani juniores
- 2 medaglie[senza fonte]:
  - 1 argento (7,5 km nel 2006[senza fonte]
  - 1 bronzo (10 km TC a Solda[non chiaro])[senza fonte]